# Perifèric Edicions
Perifèric Edicions és una editorial del País Valencià que publica principalment en català. Edita col·leccions de llibres de ficció adreçats a públic infantil i juvenil, de poesia i de literatura del jo. Pel que concerneix la no-ficció, col·labora amb el Departament de Didàctica de la Llengua i la Literatura de la Universitat de València; edita una col·lecció per a la divulgació d'aspectes clau de la literatura i la didàctica de la llengua. Amb l'Institut d'Estudis Comarcals de l'Horta Sud (IDECO) coedita una sèrie de monografies sobre l'Horta Sud. Des del 2008, publica el llibre guardonat amb el premi Manuel Garcia i Grau de la Universitat Jaume I en col·laboració amb l'Associació d'Escriptors en Llengua Catalana, l'Associació Cultural La Nau i la Federació Escola Valenciana. Dins el catàleg de l'editorial, en destaquen la col·lecció Escriptures, en què s'han publicat autors de la literatura catalana com Feliu Formosa, Jordi Pàmias, Gerard Vergés o Josep Ballester, així com la col·lecció de poesia, dirigida pel poeta Ramon Guillem Alapont, i amb títols d'autors com Vicenç Llorca, Josep Maria Sala-Valldaura, Lluís Calvo o Manel Garcia Grau, i la traducció de Carolina Moreno de La plaça salvatge del premi Nobel Tomas Tranströmer.